# Klaus Dinger
Klaus Dinger (* 24. März 1946 in Scherfede; † 21. März 2008) war ein deutscher Schlagzeuger und Gitarrist sowie Mitglied bei Kraftwerk, Neu! und La Düsseldorf. Er gilt als Erfinder des sogenannten Motorik-Beats.
Dinger starb am 21. März 2008, drei Tage vor seinem 62. Geburtstag, an Herzversagen.

## Karriere

### Kraftwerk
Dinger war neben Ralf Hütter und Florian Schneider eines der ersten Mitglieder von Kraftwerk. Er ersetzte den vorherigen Schlagzeuger Andreas Hohmann auf dem selbstbetitelten Debütalbum. Nachdem Hütter die Band zwischenzeitlich verlassen hatte, stieß Michael Rother als Ersatz zur Band. In dieser Besetzung traten sie in der Fernsehsendung Beat-Club auf. Hütter kehrte kurze Zeit später zurück. Ein Streit zwischen Michael Rother und Klaus Dinger einerseits und Ralf Hütter und Florian Schneider andererseits führte dazu, dass Dinger und Rother Kraftwerk verließen und ihre eigene Gruppe gründeten.

### Neu!
1971 gründeten Dinger und Rother die Gruppe Neu! Ihr Debütalbum Neu! wurde im Folgejahr veröffentlicht. Auffällig an diesem Werk ist nicht zuletzt Dingers monotoner Schlagzeugstil, der als Motorik bezeichnet wurde. Er tritt besonders im 10-Minuten-Stück Hallogallo deutlich in Erscheinung, das auch von John Peel in seiner BBC-Radiosendung aufgegriffen wurde, was der Formation internationale Bekanntheit einbrachte. Es folgten die Alben Neu! 2 (1973) und Neu! ’75 (1975), die unter anderem zwei von Dingers bekanntesten Kompositionen – Super bzw. Hero – enthielten.
Nach insgesamt drei Studioalben trennten sich Dinger und Rother entfremdet voneinander, was lange eine Wiederveröffentlichung ihrer Aufnahmen auf CD verhinderte. Erst im Jahr 2001 legten beide ihre Differenzen dahingehend bei.

### La Düsseldorf
Dingers nächste Band, die sein erfolgreichstes Projekt wurde, war La Düsseldorf. Mit dieser Gruppe veröffentlichte er in den späten 1970ern und frühen 1980ern eine Reihe von Alben, von denen insgesamt über 1 Million Exemplare verkauft wurden.

### Soloalben und La! Neu?
Dingers erste Solo-LP erschien 1992 unter dem Titel Die Engel des Herrn. Nach Die Engel des Herrn und Hippie Punks war La! Neu? ein weiteres seiner späteren Projekte. La! Neu? war ab Mitte der 1990er Jahre aktiv und bestand u. a. aus Mitgliedern der Gruppen Kreidler, To Rococo Rot und Superbilk. Auch der aus Neu!- und Kraftwerk-Tagen bekannte Multimediakünstler Eberhard Kranemann war zeitweise wieder dabei. La! Neu? absolvierte zwei vielbeachtete Mammutkonzerte in Tokio und Osaka, die später häppchenweise auch auf CD veröffentlicht wurden. Der Name La! Neu? referenziert seine vorherigen Bands Neu! und La Düsseldorf, aber auch die bewegten juristischen Auseinandersetzungen um die Verwertungs- und Namensrechte an diesen zwei Formationen. Bis 2001 veröffentlichte diese Gruppe Alben auf Captain Trip Records; dieses Label war auch für die von Dingers ehemaligem Kollegen Michael Rother nicht autorisierten nachträglichen Neu!-Veröffentlichungen Neu! 4 und Neu! ’72 Live! zuständig.

## Diskografie
mit Kraftwerk
- Kraftwerk (1970)

mit Neu!
- Neu! (1972)
- Neu! 2 (1973)
- Neu! ’75 (1975)
- Neu! 4 (1995)
- Neu! ’72 Live! (1996)
- Neu! ’86 (2010)

mit La Düsseldorf
- La Düsseldorf (1976)
- Viva (1978)
- Individuellos (1981)
- Mon Amour (2006)

mit La! Neu?
- Düsseldorf (1996)
- Zeeland (1997)
- Cha Cha 2000 – live in Tokyo (1998)
- Goldregen (1998)
- Year of the Tiger (1998)
- Live in Tokyo 1996 Vol. 2 (1999)
- Blue (La Düsseldorf 5) (1999)
- Live at Kunsthalle Düsseldorf (2001)

## Dokumentationen
- Klaus Dinger – Urvater des Techno, Dokumentarfilm von Jacob Frössén, Arte 2019.